# Shingi Kawondera
Shingirai „Shingi”  Kawondera (ur. 31 lipca 1982 w Seke) – zimbabwejski piłkarz występujący na pozycji napastnika, reprezentant Zimbabwe w latach 2002–2007.

## Kariera klubowa
Kawondera jest wychowankiem Darryn Textiles FC z Zimbabwe. Grał też w barwach CAPS United, z którego to w 1997 roku trafił do Rakowa Częstochowa. W Rakowie nie zagrał jednak ani jednego spotkania i na dwa lata wrócił do Darryn Textiles FC. W 1999 roku znów trafił do Polski, tym razem do Górnika Zabrze. W ciągu trzech sezonów gry w Zabrzu strzelił 4 bramki w 52 występach.
Kolejnym przystankiem w karierze Kawondery był Cypr, a dokładniej AEP Pafos. Pierwsze dwa sezony miał nieudane, ani razu nie trafiając do bramki rywala. Trzeci sezon okazał się przełomowy dzięki strzeleniu 5 bramek w 19 występach. Wzbudził tym samym zainteresowanie tureckiego Gaziantepsporu. W Turcji nie wiodło mu się najlepiej zagrał tam tylko w 6 spotkaniach nie strzelając żadnego gola. Po jednej rundzie spędzonej nad Bosforem wrócił do Afryki, a konkretnie do Supersport United. Rundę jesienną sezonu 2007/08 spędził w cypryjskim AEK Larnaka, a do 2009 występował w Nea Salamina Famagusta. W sezonie 2009/10 grał w Digenis Akritas Morfu, w sezonie 2010/11 w Chalkanoras Idaliu, a następnie do 2012 występował w barwach AE Koklion. W połowie 2012 roku dołączył do CAPS United, gdzie wkrótce po tym zakończył karierę.

## Kariera reprezentacyjna
8 stycznia 2002 zadebiutował w reprezentacji Zimbabwe w wygranym 2:0 towarzyskim meczu z Katarem, w którym strzelił bramkę. W 2006 roku, będąc wolnym agentem, został powołany na Puchar Narodów Afryki, gdzie wystąpił we wszystkich trzech spotkaniach grupowych. Ogółem w latach 2002–2007 rozegrał w drużynie narodowej 22 mecze, w których zdobył 6 goli.

## Życie prywatne
Ma czworo dzieci, każde ze związku z inną partnerką: syna Nasira (ur. 2003) oraz córki Shantel (ur. 2005), Emmanuelę (ur. 2012) i Gabriellę (ur. 2015). W 2014 roku był hospitalizowany na oddziale psychiatrycznym Szpitala Parirenyatwa w Harare.